# Ако и само ако
У математици, филозофији и логици, и на свим техничким пољима које од њих зависе, акко је најустаљенија скраћеница у српском језику за „ако и само ако“. Иако је „P акко Q“ најчешћи облик, може се још и рећи „P је потребан и довољан услов за Q“ или „P само уколико Q“.

## Дефиниција
Еквиваленција редом исказа p и q је исказ "p акко q", у ознаци {\displaystyle p\Leftrightarrow q}, који је тачан ако и само ако су или оба исказа тачна или оба исказа нетачна.

## Нотација
Најчешће коришћени симболи су „⇔“, „↔“ и „≡“.

## Доказивање
Најчешће коришћено доказивање да је „P акко Q“ је околним путем, тј доказивањем да „је P ако Q“ и да „је Q ако P“. Доказивање ова два пара је и најлогичнији поредак, јер је (углавном) тешко доказати истовремено овај двосмерни израз. Још један начин би био доказати дисјункцију, тј. „(P и Q) или (не P и не Q)“.

## Порекло скраћенице
Скраћеница „iff“ (за енглески израз „if and only if“) се први пут појавила 1955. у књизи Џона Келија Општа топологија.

## Разлике између „ако“ и „акко“
Разлика ће најједноставније бити показана на примеру.
1. Петар ће јести пудинг ако је он од чоколаде.
2. Петар ће јести пудинг акко (ако и само ако) је он од чоколаде.

Прва реченица нам говори да ће Петар јести пудинг од чоколаде, али, она нам нипошто не говори да он неће јести пудинг уколико је он од нпр. ваниле. У принципу, прва реченица нам не говори да ли ће Петар јести неку другу врсту пудинга, само да ће га јести уколико је од чоколаде.
Друга реченица нам јасно даје до знања да је једини пудинг који би Петар јео, онај од чоколаде (и ниједан други).
Разлику између ако и акко можемо видети и у следећим примерима:
(Импликација) „Петар ће јести пудинг ако је он од чоколаде:
- „Пудинг је био од чоколаде.“ ⇒ „Петар је појео пудинг.“

Међутим, 
- „Петар је појео пудинг.“ ⇏ „Пудинг је био од чоколаде.“

(Еквиваленција) „Петар ће јести пудинг ако и само ако је он од чоколаде.“
- „Пудинг је био од чоколаде“ ⇒ „Петар је појео пудинг.“

Али сада важи и контраимпликација:
- „Петар је појео пудинг.“ ⇒ „Пудинг (мора да) је био од чоколаде.“